# The Strangers’ Case
The Strangers’ Case ist ein jordanischer Spielfilm von Brandt Andersen aus dem Jahr 2024. Das Drama stellt eine syrische Ärztin und ihre kleine Tochter in den Mittelpunkt, die beschließen, aus ihrer vom Krieg zerstörten Heimat zu fliehen. Die Uraufführung fand im Februar im Rahmen der 74. Berlinale statt.

## Handlung
In Aleppo wird eine syrische Familie von einer Tragödie heimgesucht. Diese ist der auslösende Moment einer ganzen Kette von Ereignissen, die fünf Familien aus vier verschiedenen Ländern miteinander verbindet.

## Hintergrund
The Strangers’ Case ist das Spielfilmdebüt des überwiegend als Produzenten tätigen US-Amerikaners Brandt Andersen. Das Werk basiert auf seinem 23-minütigen preisgekrönten Kurzfilm Refugee, der im Jahr 2020 auf die Oscar-Shortlist für den Besten Kurzfilm gelangte. Für die Hauptrollen wurden Yasmine Al Massri, Yahya Mahayni, Omar Sy, Constantine Markoulakis und Jason Beghe verpflichtet. Sy, Beghe und Al Massri hatten bereits in dem Kurzfilm Rollen bekleidet.

## Veröffentlichung
Die Weltpremiere von The Strangers’ Case erfolgte am 23. Februar 2024 im Rahmen der Internationalen Filmfestspiele Berlin. Dort wurde das Werk in die Sektion Berlinale Special Gala aufgenommen.

## Auszeichnungen
2024: Amnesty International Filmpreis